# 翔べ! イカロス
翔べ! イカロス（とべ! イカロス）は、Jungle Smileの7枚目のシングル。

## 概要
- 前作から、一年以上間が空いてからのリリース。
- イーカロス伝説をモチーフにしているが、神話そのものよりも合唱曲『勇気一つを友にして』に捧ぐ楽曲となっている。
- 2000年の高崎音楽祭で中学校生徒とコラボレーションし、2001年に発売された「ジャンスマ・ポップ～シングル集～」（ビクターエンタテインメント）には混成四部合唱バージョンのライブ演奏曲と楽譜が収録。
- 2003年にも楽譜「混声四部合唱 『翔べ!イカロス』」 （ソラシドガクフ出版）が発売。

## 収録曲
1. 翔べ! イカロス (5:38)
作詞：高木郁乃、作曲・編曲：吉田ゐさお
2. 初恋 (Single Version) (4:40)
作詞：高木郁乃、作曲・編曲：吉田ゐさお
3. 翔べ! イカロス (お稽古用) (5:35)

## 参加ミュージシャン
1. 翔べ! イカロス
ギター：中脇雅裕、ギター：天野清継、キーボード：吉田ゐさお、ドラム：山下政人
2. 初恋 (Single Version)
ギター：中脇雅裕、ギター：天野清継、ベース：美久月千春、キーボード：吉田ゐさお、パーカッション：坂井秀彰

## 収録アルバム
- あすなろ (#1,2)
- ジャンスマポップ 〜シングル集〜 (#1)